# Quindina limbata
Espèce
Synonymes
- Poassa limbata Roewer, 1943

Quindina limbata est une espèce d'opilions laniatores de la famille des Nomoclastidae.

## Distribution
Cette espèce est endémique du Costa Rica.

## Description
Le mâle syntype mesure 4 mm.
Le mâle décrit par Pinto-da-Rocha et Bragagnolo en 2017 mesure 2,7 mm et la femelle 2,9 mm.

## Systématique et taxinomie
Cette espèce a été décrite sous le protonyme Poassa limbata par Roewer en 1943. Elle est placée dans le genre Quindina par Pinto-da-Rocha et Bragagnolo en 2017.

## Publication originale
- Roewer, 1943 : « Über Gonyleptiden. Weitere Weberknechte (Arachn., Opil.) XI. » Senckenbergiana, vol. 26, p. 12–68.